# Antonin d'Apamée
Pour les articles homonymes, voir Saint Antonin.
Antonin d'Apamée vécut au IIIe siècle. Il exerçait le métier de tailleur de pierres. Alors que l'Empire romain persécutait le christianisme, il fut torturé et martyrisé à Apamée, en Syrie, pour avoir participé à la construction d'un lieu de culte chrétien et pour avoir refuser de sculpter des divinités romaines. Persistant à ne pas renier le Christ, il fut exécuté dans la vingtaine, sans doute au début du IVe siècle
Il est célébré localement le 2 février par l’Église catholique et par l'Église syrienne.